# Hans Hofmann (Bürgermeister)

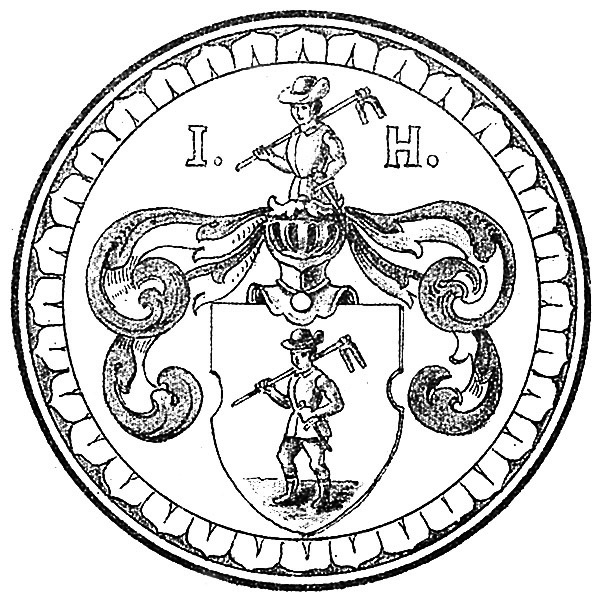
Wappen des (Jo)han(ne)s Hoffmann J.H.

Hans Hofmann (auch: Johannes Hofmann; * unbekannt; † 21. Oktober 1574 in Heilbronn) war von 1561 bis 1574 Bürgermeister von Heilbronn.
Hofmann war 1531 Mitglied des äußeren Rats (Von der Gemeind) und 1539 Richter. Im Jahre 1556 war er auch Steuerherr und von 1561 bis 1574 Bürgermeister von Heilbronn. 
Götz von Berlichingen nannte Hans Hoffmann neben dem Syndicus Stefan Feyerabend seinen „sonderlich lieben Herrn, guten Gönner und Freund“. Dem Bürgermeister Hans Hoffmann widmete er seine Autobiographie (1562), die 1731 gedruckt wurde.